# Молекулярний іон водню
Молекулярний іон водню — найпростіший двоатомний іон H2+, утворюється внаслідок іонізації молекули водню. У молекулярному іоні H2+ утворюється одноелектронний хімічний зв'язок з відстанню dHH = 1,07 Å. Одноелектронний зв'язок слабший (енергія розриву 61 ккал/моль), ніж звичайний двоелектронний зв'язок у нейтральній молекулі водню (dHH = 0,74Å, енергія розриву 104 ккал/моль). Розрахунки залежностей повної енергії та її компонент від міжядерної відстані для найпростішої структури з хімічним зв'язком — молекулярного йона водню H2+ з одноелектронним зв'язком — показують, що мінімум повної енергії, який досягається за рівноважної міжядерної відстані і дорівнює 1,06 Å, пов'язаний із різким зниженням потенціальної енергії електрона внаслідок концентрації та стиснення хмари електронної густини в міжядерній області.
Можна уявити утворення йону H2+ як результат реакції атома водню та протона:
{\displaystyle {\mathsf {H+H^{+}\rightarrow H_{2}^{+}+61\ {\text{ккал}}}}}
або йонізації молекули водню
{\displaystyle {\mathsf {H_{2}+357\ {\text{ккал}}\rightarrow H_{2}^{+}+e^{-}}}}
Також молекулярним іоном водню можна вважати молекулу H3+, яка порівняно стійка і утворюється за схемою
{\displaystyle {\mathsf {H_{2}+H^{+}\rightarrow H_{3}^{+}+70\ {\text{ккал}}}}}
або за бімолекулярною реакцією через збуджений іон водню H4+:
{\displaystyle {\mathsf {H_{2}^{+}+H_{2}\rightarrow [H_{4}^{+}]^{*}\rightarrow H_{3}^{+}+H+1,1\ {\text{еВ}}}}}
Молекулярний іон водню H2+ містить два протони, заряджених додатно, і один електрон, заряджений від'ємно. Єдиний електрон компенсує електростатичне відштовхування двох протонів та утримує їх на відстані dHH = 1,06 Å. Центр електронної густини електронної хмарки (орбіталі) рівновіддалений від обох протонів на борівський радіус α0 = 0,53 Å і є центром симетрії молекулярного йона водню H2+.
Молекулярний іон водню H3+ містить три протони та два електрони. Електростатичне відштовхування трьох протонів компенсують два електрони. Методом кулонівського вибуху показано, що протони молекулярного йону водню H3+ містяться у вершинах рівностороннього трикутника з міжядерною відстанню 1,25±0,2Å. Точного розв'язку хвильового рівняння Шредінгера, що описує поведінку електронів для систем, які містять два електрони, не існує. Широко використовувана наближена теорія молекулярних орбіталей не враховує кулонівської електронної кореляції — електростатичного відштовхування електронів. Можна вважати, що при врахуванні кулонівської електронної кореляції центри електронної густини будуть рівновіддаленими один від одного, а також рівновіддалені від ядер молекулярного йона водню H3+. У центрі молекулярного графа H3+ існує «кулонівська дірка». У молекулярному йоні H3+ реалізується двоелектронний трицентровий хімічний зв'язок.